# Buzhug
Buzhug est un système de base de données rapide, écrit en pur Python, y compris le langage de requête, écrit par le même auteur que Karrigell et licencié sous licence BSD.
Buzhug permet d'être utilisé pour des applications de taille moyenne.

## Intérêt de Buzhug
Les données sont stockées et accessibles sur le disque. Elles ne sont pas dans une base de données mémorisée.
Buzhug est plus rapide que d'autres modules écrits en pur-python (KirbyBase, gadfly).
Buzhug permet de faire toutes les opérations, et spécifiquement les sélections, aussi vite que possible avec un langage interprété.

## Capacités et limitations
On ne peut stocker pour un simple champ plus de 2,2 gigaoctets de données.
La charge mémoire est minimum.

## Exemple
```
### Creation de la base

# Importation

from
 
buzhug
 
import
 
Base

# Création de la Base auteurs

base_auteurs
 
=
 
Base
(
'base_auteurs'
)
.
create
((
'nom'
,
str
),(
'prenom'
,
str
))

# Création de la Base articles

base_articles
 
=
 
Base
(
'base_articles'
)
.
create
((
'titre'
,
str
),(
'article'
,
str
),(
'date_creation'
,
str
),(
'categorie'
,
str
),(
'auteur'
,
 
base_auteurs
))

# Ouvrir les bases créées

base_auteurs
 
=
 
Base
(
'base_auteurs'
)
.
open
()

base_articles
 
=
 
Base
(
'base_articles'
)
.
open
()

# Insérer les données dans la base auteurs

base_auteurs
.
insert
(
nom
 
=
 
"Torvald"
,
 
prenom
 
=
 
"linus"
)

base_auteurs
.
insert
(
nom
 
=
 
"Stallman"
,
 
prenom
 
=
 
"richard"
)

# Le champ auteur de la base base_articles fait une référence aux enregistrements dans la base base_auteurs

Torvald
 
=
 
base_auteurs
.
select
(
nom
 
=
 
"Torvald"
)[
0
]

Stallman
 
=
 
base_auteurs
.
select
(
nom
 
=
 
"Stallman"
)[
0
]

base_articles
.
insert
(
str
(
"karrigell"
),
 
str
(
"Karrigell est un framework python et buzhug sa base. Il a été pensé pour être vraiment simple à utiliser : serveur web intégré, base de données, 
\

accès facile aux données d'environnement et aux formulaires, et en même temps complet et puissant."
),
 
str
(
"01/10/2008"
),
 
str
(
"informatique"
),
 
Torvald
)

base_articles
.
insert
(
str
(
"gnu"
),
 
str
(
"Le projet GNU est lancé par Richard Stallman en 1984, alors qu'il travaillait au laboratoire d'intelligence artificielle du MIT, 
\

 afin de créer un système d'exploitation libre et complet."
),
 
str
(
"01/11/2008"
),
 
str
(
"informatique"
),
 
Stallman
)

### Utilisation de la base

# Affiche le nom de l'auteur du premier article.

print
 
"Affiche le nom de l'auteur du premier article : "
 
+
 
base_articles
[
0
]
.
b_auteur
.
nom

# Affiche le nom de l'auteur du second article.

print
 
"Affiche le nom de l'auteur du second article : "
 
+
 
base_articles
[
1
]
.
b_auteur
.
nom

# Affiche les titres des articles de l'auteur Stallman.

print
 
"Titres des articles de l'auteur Stallman : "

for
 
i
 
in
 
range
(
len
(
base_articles
)):

	
if
 
base_articles
[
i
]
.
b_auteur
.
nom
 
==
 
"Stallman"
:

		
print
 
base_articles
[
i
]
.
titre

		

# Recherche tous les articles lies à cet auteur.

resultats_articles_lies
 
=
[
 
(
r
.
titre
,
 
r
.
article
,
 
r
.
date_creation
,
 
r
.
categorie
)
 
for
 
r
 
in
 
base_articles
 
if
 
r
.
auteur
.
nom
 
==
 
"Stallman"
]

	
for
 
i
 
in
 
range
(
len
(
resultats_articles_lies
)):

		
print
 
"titre : 
%s
\n
	contenu: 
%s
\n
	date creation : 
%s
\n
	categorie : 
%s
"
 
%
 
(
resultats_articles_lies
[
i
][
0
],
 
resultats_articles_lies
[
i
][
1
],
 \
 
resultats_articles_lies
[
i
][
2
],
 
resultats_articles_lies
[
i
][
3
])

```

## Buzhug permet
- de sélectionner des enregistrements par identifiants, par mots clefs, par liste compréhension ou générateur d'expressions
- d'utiliser une méthode spéciale de sélection plus efficace avec de meilleures performances (tests d'égalités, de valeurs, et complexes)
- d'utiliser les expressions régulières
- de classer les résultats
- de mettre à jour les enregistrements, de les effacer, de déterminer leur nombre
- de modifier les champs et les types
- de nettoyer la base
- de créer de façon très simple des liens dynamiques entre les bases
- de modifier la structure (ajouts et suppression de champs)
- d'être utilisé sans problèmes pour des applications de taille moyenne
- de fonctionner en mode client-server en utilisant un serveur HTTP asynchrone http://buzhug.sourceforge.net/client_server.html

## Implementation
Buzhug a été pensé pour faire toutes les opérations, surtout les sélections le plus vite possible. La vitesse a été optimisée, même s'il y a un peu plus de fichiers à gérer et un peu plus d'espace disque utilisé. C'est pourquoi une base n'est pas conservée dans un simple fichier, mais dans un repertoire contenant plusieurs fichiers.

## Comparaison de vélocité avec d'autres bases
```
   1000 records
```

```
              buzhug    kirbybase        gadfly           sqlite
                         index     no index    index   no index  index
   create     0.31       0.12        0.59      1.87    0.33      0.41
   select1    0.20       4.02        3.96      4.13    0.07      0.18
   select2    0.80       4.08        -         -       0.17      0.16
   delete1    0.04       0.06        -         -       0.26      0.28
   delete2    0.16       0.10        0.07      0.07    0.22      0.17
   update1    0.48       2.77        5.22      5.48    0.34      0.21
   update2    0.74      25.19       35.39      0.83    0.68      0.41
```

```
   25000 records
```

```
                buzhug   kirbybase   gadfly (1)          sqlite
                                   no index         no index   index
   create       6.54       2.49       19.50         1.62       2.49
   select1      3.68      97.19       74.71         2.29       2.30
   select2     18.99      96.42        -            3.64       3.69
   delete1      0.77       1.18        -            1.04       1.20
   delete2      2.61       1.79        1.02         0.44       0.62
   update1      1.30      11.33      110.78         1.72       0.46
   update2      0.77      22.51      975.67         9.35       0.46
```

```
   (1) not tested with index, creation time is +INF
```

http://buzhug.sourceforge.net/performance.html#conclusions